# Lóczy
L'institut Pikler, plus 
connu sous le nom de Lóczy, est une pouponnière hongroise créée en 1947 à Budapest pour les orphelins de guerre. Son nom Lóczy est simplement celui de la rue dans laquelle se situe la maison qui accueille les bébés et jeunes enfants.
La « maison » Lóczy est célèbre pour la pédagogie innovante qui a été mise en place par sa directrice, la pédiatre hongroise Emmi Pikler.
La particularité de l'institut Pikler-Lóczy réside dans une prise en charge particulièrement respectueuse des jeunes enfants séparés de leurs parents. Grâce à des principes directeurs, parmi lesquels on peut citer la valeur d'une relation affective privilégiée (durant les soins) et la valeur du jeu libre et de l'activité autonome, l'approche Pikler-Lóczy est parvenue à combattre efficacement le syndrome d'hospitalisme dont était victime une grande partie des enfants élevés en institution et donc privés de soins maternels.

## Quelques principes directeurs

### La verbalisation
Nécessité de favoriser chez l'enfant la prise de conscience de lui-même et de son environnement et de partager l'importance de la verbalisation du vécu: par la "régularité des événements dans le temps et la stabilité des situations dans l'espace", mais surtout lors des soins, on aide l'enfant à découvrir qui il est, ce qu'il fait, quel est son environnement... On encourage beaucoup sa participation pour lui permettre de s'exprimer et de devenir un adulte "autonome et responsable". On parle à l'enfant pour le prévenir de ce qu'il va se produire, pour lui expliquer ce que l'on est en train de faire. Ce partage verbal permet à l'enfant d'anticiper les événements et de pouvoir réagir (interaction entre enfant et adulte).

### Le jeu libre
L'activité spontanée auto-induite que l'enfant poursuit librement de façon autonome a une valeur essentielle pour son développement; elle doit être pour lui une source de plaisir sans cesse renouvelée." Les enfants sont placés dans des situations favorisant cette activité autant que possible. Pour cela, on tient compte de
- la répartition dans le temps selon le rythme veille-sommeil : l'enfant doit être bien éveillé pour profiter pleinement des expériences; dès qu'il donne des signes de fatigue, on le couche pour qu'il puisse se reposer,
- l'espace : il doit être juste un peu plus vaste que celui que l'enfant peut remplir par son activité, afin de lui permettre d'évoluer tout en le maintenant dans un environnement sécuritaire qu'il peut appréhender dans sa totalité de façon autonome, il doit permettre aux enfants de ne pas se gêner tout en pouvant se rencontrer, et ne doit pas être dangereux,
- le matériel de jeu : il tient compte des possibilités locomotrices et manuelles des enfants et correspond à l'évolution de leur intérêt,
- les interventions de l'adulte : l'adulte ne doit pas interférer de façon directe dans le jeu (sauf si l'enfant est en situation difficile : disputes, ennui...), mais maintenir les conditions optimales pour l'activité auto-induite, commenter les progrès et favoriser la prise de conscience.

### Le respect de l’activité autonome
D'après Emmi Pikler, il est nécessaire que l'activité naisse de l'enfant lui-même. L'adulte doit respecter le rythme de ses acquisitions motrices, et ne pas placer artificiellement l'enfant dans une position qu'il n'a pas encore acquis (ex : ne pas mettre assis un enfant qui ne sait pas encore le faire). Son rôle est de l'aider à trouver le moyen d'y parvenir seul, l'aider à prendre conscience de ses accomplissements. Pour y parvenir, il est important que l'enfant puisse être libre de ses mouvements ce qui est rendu possible par une observation attentive de l'adulte et un matériel adapté (vêtements amples permettant le mouvement, pas de chaises hautes tant que l'enfant ne peut pas s'asseoir seul, portage par l'adulte adapté au stade de développement moteur de l'enfant...)

## Influence sur les projets pédagogiques en crèches
L'influence de l'approche Pikler-Lóczy est importante dans de très nombreuses structures d'accueil de la petite enfance, qu'il s'agisse de crèches ou de pouponnières, en Hongrie, en France, en Belgique....Ce qui s'avère le plus accessible est certainement la notion d'activité autonome. Par contre, pour réaliser une qualité des moments de soins qui permette un échange signifiant entre l'adulte et l'enfant, la formation ne suffit pas. Il faut aussi des conditions institutionnelles et organisationnelles, qui relèvent de la direction mais aussi du pouvoir organisateur.